# Pride Microfinance Limited
Pride Microfinance Limited (PMFL), è un istituto di raccolta depositi di microfinanza (MDI) in Uganda. È autorizzato dalla Banca dell'Uganda, dalla banca centrale e dall'istituto regolatore bancario nazionale.
Il PMFL fornisce servizi finanziari a quel segmento della popolazione ugandese che non viene servita o non è in grado di accedere ai servizi finanziari attraverso le banche commerciali ugandesi . Il focus di PMFL sono o proprietari di micro, piccole e medie imprese. In quanto istituto MDI, PMFL è un istituto finanziario di livello III . È quindi vietato operare in valuta estera e non è possibile emettere conti correnti.

## Storia
PMFL è stata fondata nel 1995 come organizzazione non governativa con il sostegno dell'Agenzia norvegese per la cooperazione allo sviluppo . Il suo obiettivo principale era offrire credito ai poveri, rivolgendosi a coloro che lavoravano nel settore agricolo.
Nel 1999 è stata costituita come società a responsabilità limitata e ha cambiato nome in Pride Africa Uganda Limited.
Nel 2003, il governo dell'Uganda ha acquisito il 100% delle azioni dell'impresa, cambiandone il nome in Pride Microfinance Limited Uganda.
Nel 2005 ha ottenuto lo status di MDI secondo la legge bancaria del 2003.
È membro dell'Associazione delle istituzioni di microfinanza in Uganda.
Nel febbraio 2016, i media ugandesi hanno riferito che il governo stava progettando di fondere la PMFL con PostBank Uganda, per formare una banca agricola.

## Prodotti
A giugno 2014, i prodotti offerti includevano:

### Depositi
- Conto di risparmio SmartPride[4]
- Conto di risparmio Pride Akiba
- Conto Deposito Fisso
- Conto di risparmio per minori
- Conto di risparmio di gruppo
- Fondo di assicurazione del prestito
- Conto Save As You Earn (Risparmia mentre guadagni).

### Prestiti
- Prestiti Garantiti di gruppo
- Prestiti Individuali
- Prestiti Salariali
- Prestito Ipotecario e Finanziario Patrimoniale
- Prestito Agricolo
- Prestito Scolasticoc

## Rete di filiali
L'intera rete di filiali dell'azienda, a giugno 2014, comprendeva varie sed.